# Bacillus cereus (grup)
El grup Bacillus cereus sensu lato, també conegut com a grup Bacillus cereus, és una subdivisió del gènere Bacillus que consisteix en vuit espècies ben diferenciades de la resta d'espècies de Bacillus.

## Membres del grup

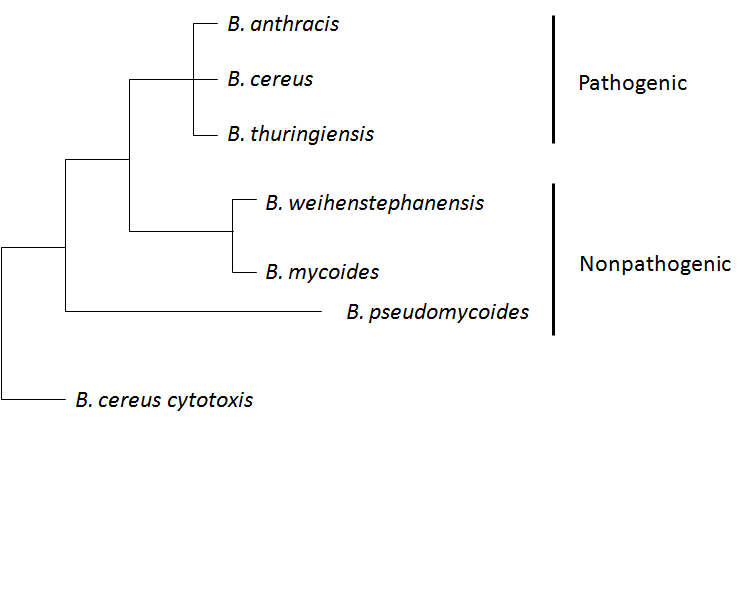
Arbre filogenètic del grup Bacillus cereus

Dins del grup Bacillus cereus hi ha:
- Bacillus cereus sensu stricto (conegut de forma comú com B. cereus): És un patogen oportunista humà relacionat amb brots d'infeccions alimentàries i considerat com a un dels contaminadors d'aliments més importants.[cal citació]

- Bacillus anthracis: És l'agent causant del carboncle (o àntrax maligne), una malaltia infecciosa greu d'animals i humans també utilitzat com a arma biològica. La seva virulència i patogenicitat destaquen respecte a la resta dels membres del grup.[cal citació]

- Bacillus thuringiensis: És un patogen d'insectes molt conegut que s'usa per al control de plagues gràcies a la producció d'inclusions cristal·lines (proteïnes Cry) o δ-endotoxines, que són altament tòxiques per a aquests insectes.[cal citació]

- Bacillus weihenstephanensis: És una espècie psicrotolerant que inclou la majoria de les soques psicrotolerants del grup B. cereus.[cal citació]

- Bacillus mycoides i Bacillus pseudomycoides: Formen colònies rizoides en plaques d'agar. No es poden distingir a escala morfològica ni fisiològica, es diferencien entre ells amb mètodes basats en la composició d'àcids grassos i en el rRNA 16S. B. mycoides també és psicrotolerant.[cal citació]
- Bacillus cytotoxicus: És una nova espècie del grup establida l'any 2013, diferenciada de la resta segons la presència del gen cytK-1, la seva termotolerància (pot créixer a temperatures de fins a 50-53 °C) i la mida del seu cromosoma.[cal citació]
- Bacillus toyonensis: Està representat per una sola soca aïllada del sòl al Japó, es fa servir com a probiòtic en forma d'espores termoestables. Suposa un risc per a la disseminació de gens codificants per a la resistència a la tetraciclina i al cloramfenicol, antibiòtics amb gran importància veterinària. A més, té la capacitat d'elaborar toxines funcionals, el qual suposa un risc per a la salut humana.[2]

Les espècies pertanyents a aquest grup tenen seqüències molt similars de rRNA 16S i 23S, el qual indica que han divergit d'un llinatge evolutiu comú. A més, en les comparacions genòmiques s'observa una gran similitud en la seqüència nucleotídica i l'organització de gens i operons, dificultant la diferenciació, de manera que la taxonomia actual del grup B. cereus i la separació d'espècies està basada en característiques fenotípiques establides abans de l'era de la seqüenciació genòmica.

### Diferenciació
| Característica                 | B. cereus | B. thuringiensis | B. anthracis | B. mycoides | B. pseudomycoides | B. weihenstephanensis |
| ------------------------------ | --------- | ---------------- | ------------ | ----------- | ----------------- | --------------------- |
| Activitat lecitinasa           | +         | +                | +            | +           | +                 | +                     |
| Mannitol                       | -         | -                | -            | -           | -                 | -                     |
| Hemòlisi                       | +         | +                | -            | +           | ND                | ND                    |
| Cristall parasporal            | -         | +                | -            | -           | -                 | -                     |
| Reducció de nitrats            | +         | +                | +            | +           | ND                | +                     |
| Motilitat                      | +         | +                | -            | -           | -                 | +                     |
| Catalasa                       | +         | +                | +            | +           | ND                | +                     |
| Sensibilitat a penicil·lina    | -         | -                | +            | -           | ND                | ND                    |
| Hidròlisi d'urea               | +/-       | +                | -            | +/-         | +                 | -                     |
| Creixement rizoide             | -         | -                | -            | +           | ND                | ND                    |
| Presència de plasmidi emètic   | +         | -                | -            | -           | -                 | -                     |
| Presència de gens enterotòxics | +         | +                | +            | +           | +                 | +                     |

+ = Presència, - = Absència, +/- = Variable, ND = No definit.

## Perspectiva genòmica
La mida dels cromosomes de la majoria de soques del grup Bacillus cereus són entre 5.3 i 5.9 Mb, encara que alguns són considerablement més petits, com les soques de B. cytotoxicus, que tenen una mida de només 4.1 Mb. El genoma bacterià inclou tant el cromosoma com els elements extracromosomals, com els plasmidis i els fags. Els membres del grup B. cereus poden tenir fins a 12 plasmidis de mides entre 2 i 600 Kb.
La relació filogenètica entre els membres del grup està basada en gens localitzats en els cromosomes, on es troben també la major part dels factors generals de virulència. Malgrat això, els gens importants per a virulències específiques (com els gens de les toxines del carboncle o els gens de la síntesi de la toxina cereulida) o per productes útils com biopesticides, es troben en plasmidis.
Això dona lloc a casos com, per exemple, que els gens que codifiquen característiques clau per distingir l'espècie Bacillus thuringiensis es trobin en els plasmidis. De manera que, si aquests plasmidis es perden, B. thuringiensis perdria les seves característiques específiques d'espècie. De fet, estudis en profunditat de soques de B. cereus i B. thuringiensis han revelat que no existeix una raó científica per a considerar-les com a espècies diferents. És més, algunes soques de B. thuringiensis utilitzades com a insecticides naturals han causat intoxicacions alimentàries sota el nom de B. cereus, i algunes soques de B. cereus poden produir toxines de carboncle.
Per tant, ja que aquestes espècies estan ben diferenciades principalment en funció dels seus fenotips i, en gran part, d'elements genètics mòbils, hi ha un consens emergent a la comunitat científica que apunta que tots aquests organismes s'haurien de considerar membres d'una mateixa espècie.

## Plasmidis i altres elements extracromosòmics del grup
La majoria de soques del grup B. cereus contenen elements genètics extracromosòmics, la majoria són molècules de dsDNA circulars, encara que hi ha algunes que són lineals.
La mida dels plasmidis varia considerablement, des de 2 Kb fins a 500 Kb, i es poden trobar més de 12 molècules extracromosòmiques en un mateix bacteri. Es classifiquen segons la mida en plasmidis petits i plasmidis grans. Els plasmidis petits (<15-20 Kb) presenten una menor taxa de replicació i fan servir el mecanisme de replicació sigma. El plasmidis grans (>20 Kb) presenten una menor taxa de replicació, no hi pot haver més d'una còpia per cromosoma; la majoria fa servir el mecanisme de replicació theta.
Les molècules lineals fan servir un mecanisme de replicació basat en proteïnes i encebadors. S'ha descobert que aquestes proteïnes corresponen a l'estat de pròfag de fags temperats pertanyents al grup Tectivirus. Es troben, principalment però no exclusivament, en les soques de Bacillus thuringiensis.
Les funcions associades amb els plasmidis del grup Bacillus cereus encara són molt desconegudes, excepte algunes com ara els gens que codifiquen les toxines entomopatogèniques de B. thuringiensis; els determinants genètics de la toxina cereulida que es troba en soques emètiques de B. cereus o els gens associats a les toxines del carboncle i la càpsula de B. anthracis. Els plasmidis pBCXO1 i pBCXO2 trobats en soques catalogades com a B. cereus biovar anthracis (aïllades de ximpanzés i goril·les que van morir d'una malaltia semblant al carboncle)  són molt similars als plasmidis virulents pXO1 i pXO2 de B. anthracis; tanmateix, es troben en soques més relacionades a altres B. cereus que no pas en soques de B. anthracis.